# اودا ناگاماسو
اودا ناگاماسو (به ژاپنی: 織田 長益 Oda Nagamasu) اودا اوراکو (به ژاپنی: 織田長益)؛ (۱۵۴۸ – ۲۴ ژانویه ۱۶۲۲) یک سیاست‌مدار اهل ژاپن و یازدهمین پسر اودا نوبوهیده و یکی از عموهای اودا نوبوناگا بود. وی استاد مراسم چای ژاپنی بود.

## خانواده
- پدر: اودا نوبوهیده (۱۵۱۰–۱۵۵۱)
- برادران
  - اودا نوبوهیرو (مرگ ۱۵۷۴)
  - اودا نوبوناگا (۱۵۳۴–۱۵۸۲)
  - اودا نوبویوکی (۱۵۳۶–۱۵۵۷)
  - اودا نوبوهارو (۱۵۷۰–۱۵۴۵)
  - اودا نوبوکانه (۱۵۴۸–۱۶۱۴)
  - اودا نوبوتوکی (مرگ ۱۵۵۶)
  - اودا نوبواوکی
  - اودا هیده‌تاکا (مرگ ۱۵۵۵)
  - اودا هیده‌ناری
  - اودا نوبوترو
  - اودا ناگاتوشی
- خواهران:
  - اوایچی (۱۵۴۷–۱۵۸۳)
  - اواینو